# Весеље код преље
Весеље код преље : годишњи забавник (Веселѣ кодъ прелѣ : годишньи забавник) је годишњи шаљиви забавник који је изaшао 1855.  године у Темишвару. Издавач и уредник је био Димитрије Михајловић.

## Историјат
Весеље код преље је годишњи забавник за шалу и смеј, нуз вино и теј, нуз посо и рад, да растера јад, а баш може и ко да учи што.
Издавач и уредник био је Димитрије Михајловић који је имао и надимак Барон Мита. Димитријевић је имао псеудоним ДаћиМића. То је било и прво шаљиво издање Димитријевића. На насловној страни пише да је издавано у Тамишвару (данас Темишвар).
Овај годишњак је био врло популаран код читалачке публике.
- Весеље код преље, насловна страна, 1855.
- Весеље код преље, страна 2, 1855.
- Весеље код преље, страна 3, 1855.

### Тематика
- Песме
- Загонетке
- Кратка питања и дуги одговори
- Анегдоте
- Календар по месецима
- Шаљиви текстови

## Галерија
- Весеље код преље, И јошт едно чудо данас, страна 39, 1855.
- Весеље код преље, Знаменити дани, страна 13, 1855.
- Весеље код преље, Јуни, страна 17, 1855.
- Весеље код преље, Кратко питање а дужи одговор, страна 42, 1855.
- Весеље код преље, Противу горопадни женски бува, страна 52, 1855.
- Весеље код преље, Загонетке, 1855.